# Élection présidentielle gabonaise de 1979
L'élection présidentielle gabonaise de 1979 a eu lieu le 30 décembre 1979. Omar Bongo Ondimba, candidat unique, l'a emporté avec 100 % des suffrages.

## Résultats
| Candidats                                        | %     | Suffrages |
| ------------------------------------------------ | ----- | --------- |
| Omar Bongo Ondimba (Parti démocratique gabonais) | 100 % | 725 807   |